# Иън Ървайн
Иън Ървайн (на английски: Ian Irvine), издаван в България като Йън Ървайн, е австралийски писател и океанолог.

## Биография и творчество
Иън е роден в Батхърст, Нов Южен Уелс, Австралия през 1950 г. Учи н колежа Шевалиер и после в университета в Сидни, където получава бакалавърска степен по естествени науки. След това получава докторска степен по океанология. През 1980-те години предприема няколко експедиции до Суматра, които след това допълват идеите му за книгите, които пише.
През 1987 г. Йън започва да пише първата книга от фентъзи-поредицата „Взор през огледалото“ (The View From The Mirror). Продължава да се занимава с тази поредица до 1999 г., когато е издадена последната книга.

### Поредици за трите свята

#### Серия „Взор през огледалото“ (View from the Mirror)
1. A Shadow on the Glass (2000)
Сянка по стъклото, изд.: ИК „Бард“, София (2005), прев. Владимир Зарков
2. The Tower On the Rift (1998)
Кулата върху разлома, изд.: ИК „Бард“, София (2005), прев. Владимир Зарков
3. Dark is the Moon (1999)
Тъмна е луната, изд.: ИК „Бард“, София (2005), прев. Владимир Зарков
4. The Way Between the Worlds (1999)
Пътят между световете, изд.: ИК „Бард“, София (2006), прев. Владимир Зарков

#### Серия „Кладенецът на времето/Кладенецът на ехото“ (Well of Echoes)
1. Geomancer (2001)
Геомант, изд.: „MBG Books“, София (2012), прев. Стойна Атанасова
2. Tetrarch (2002)
Тетрарх, изд.: „MBG Books“, София (2012), прев. Стойна Атанасова, Ирена Лазарова
3. Alchymist (2001) – издадена и като „Scrutator“
Аварията, изд.: „MBG Books“, София (2013), прев. Радин Григоров
4. Chimaera (2004)
Обединението, изд.: „MBG Books“, София (2013), прев. Радин Григоров

#### Серия „Песен на сълзите“ (Song of Tears)
1. The Fate of the Fallen (2006) – издадена и като „Torments of the Traitor“
2. The Curse on the Chosen (2007)
3. The Destiny of the Dead (2008)

#### Серия „Портата на доброто и злото“ (Gate of Good and Evil)
1. The Summon Stone (2016)
2. The Fatal Gate (2017)

### Серия „Човешки обреди“ (Human Rites)
1. The Last Albatross (2001)
2. Terminator Gene (2003)
3. The Life Lottery (2004)

### Серия „Рунцибъл Джоунс“ (Runcible Jones)
1. The Gate to Nowhere (2006)
2. The Buried City (2007)
3. The Frozen Compass (2008)
4. The Backwards Hourglass (2010)

### Серия „Мързелив свят“ (Tainted Realm)
1. Vengeance (2010)
2. Rebellion (2013)
3. Justice (2014)

### Новели
- Tribute to Hell (2011)